# لوريمر ريتش
لوريمر ريتش (بالإنجليزية: Lorimer Rich)‏ هو مهندس معماري أمريكي، ولد في 24 ديسمبر 1891، وتوفي في 2 يونيو 1978.